# 琵琶亭

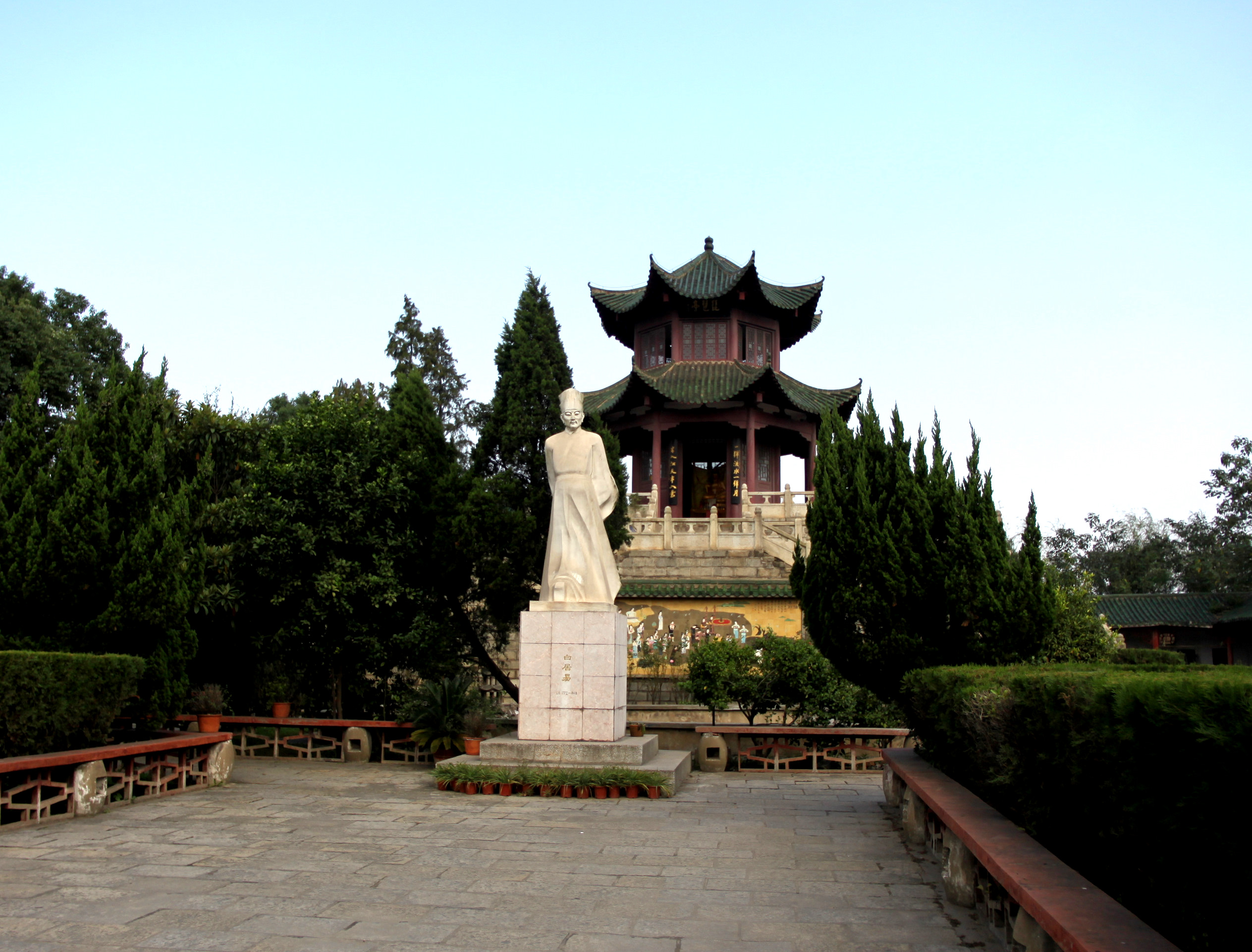
九江琵琶亭白居易大理石像

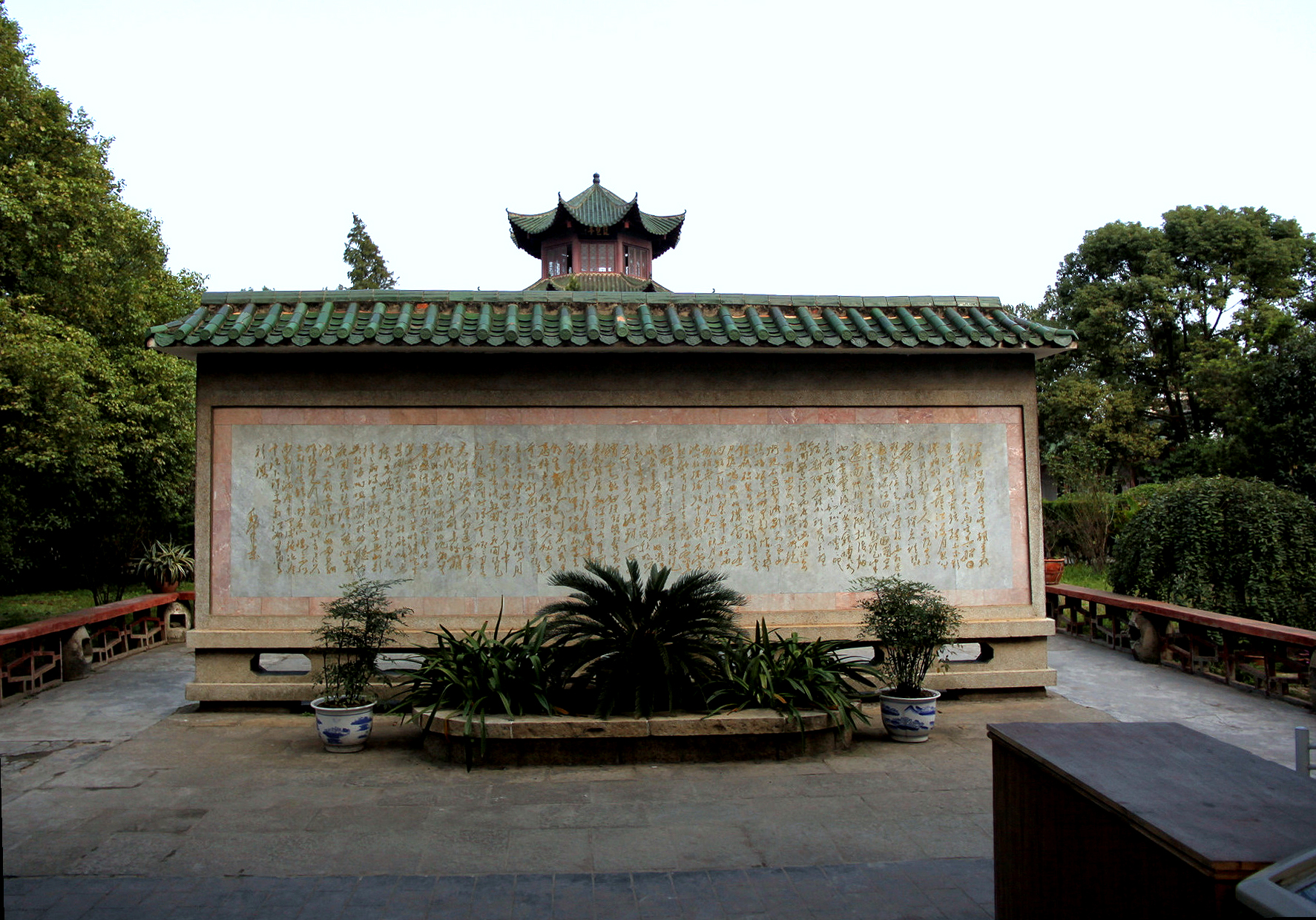
毛泽东手书白居易琵琶行碑

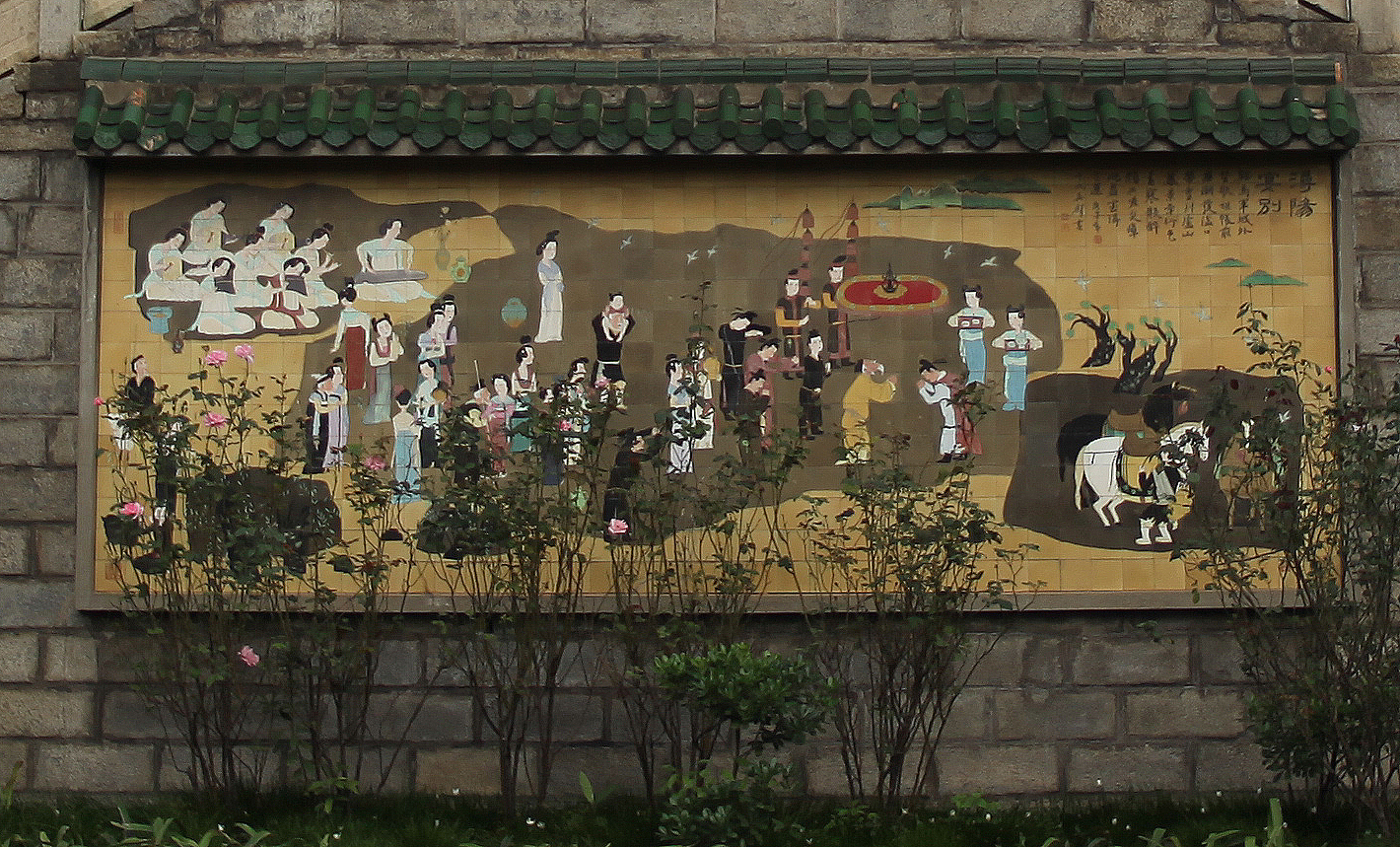
九江浔阳江畔琵琶亭的浔阳宴别图

琵琶亭，唐代始建，原址在江西省九江市城西长江之滨，历代屡遭兵毁。清乾隆年间重建，咸丰年间又毁。1998年重建。琵琶亭占地约三千余平方米。入口有一幅巨型大理石碑，上刻毛泽东手书白居易《琵琶行》诗。亭院中轴线上，矗立着白居易塑像。琵琶亭座落七米高的花岗岩石台基上，台阶正面镶一幅《浔阳宴别》瓷砖画。亭为双层重檐结构，上悬刘海粟手书的 “琵琶亭”金字匾额。由琵琶亭二层可远眺九江长江大桥。